# Xã Eureka, Quận Aurora, South Dakota
Xã Eureka (tiếng Anh: Eureka Township) là một xã thuộc quận Aurora, tiểu bang Nam Dakota, Hoa Kỳ. Năm 2010, dân số của xã này là 38 người.